# RV Shinsei Maru
Le RV Shinsei Maru est un navire océanographique récent de la Japan Agency for Marine-Earth Science and Technology (JAMSTEC) dont le quartier général est à Yokosuka.

## Conception
Le navire a été construit pour remplacer l'ancien RV Tansei Maru transféré à l'Université de Tokyo pour son Institut de recherche marine. Les travaux de construction ont eu lieu au chantier naval Mitsubishi Heavy Industries de Shimonoseki et son lancement le 15 février 2012. Après avoir effectué ses voyages d'essai, il a été confié à la JAMSTEC le 30 juin 2013.
Le moteur principal est un système diesel-électrique qui utilise trois générateurs principaux (1 250 kW) et un générateur auxiliaire (320 kW) et entraîne deux moteurs de propulsion électrique de 1 300 kW (1767 cv) chacun. Le navire est aussi équipé de deux propulseurs azimutaux de type entièrement pivotant/tirant qui entraîne une hélice à pas fixe à 5 ailes et d'un propulseur d'étrave avant.
Lors des observations et des levés nécessitant une maintenance fixe, un dispositif de Positionnement dynamique (Dynamic Positioning System, DPS) est mis en service.

### Équipement
Sa mission est principalement de mesurer les fluctuations naturelles des perturbations associées du séisme de 2011 de la côte Pacifique du Tōhoku, de surveiller le processus de restauration au fil du temps et d'élucider les mécanismes impliqués dans la restauration et la modification des écosystèmes dans le but de restaurer les zones de pêche. Outre la fonction d’observation de l’environnement marin, il opère de l'observation météorologique et des mesures de topographie du fond océanique.
Le navire dispose d'une zone de recherche d'environ 140 m², comprenant trois laboratoires. De plus, il gère un véhicule sous-marin téléguidé (ROV) et d'autres appareils de mesure comme système de sonde CTD...

## Galerie

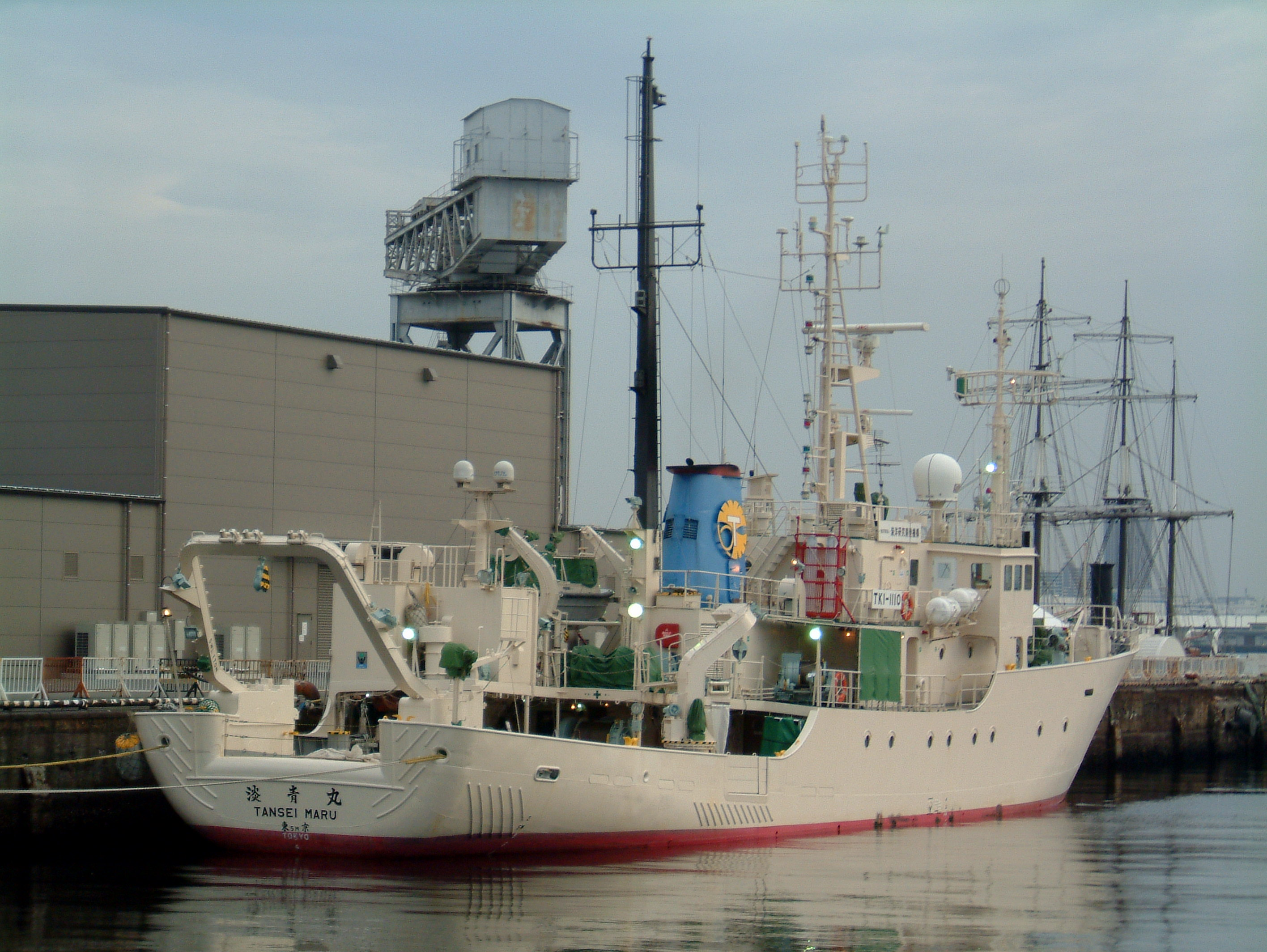
RV Tansei-Maru

### Note et référence
- (ja) Cet article est partiellement ou en totalité issu de l’article de Wikipédia en japonais intitulé « 新青丸 » (voir la liste des auteurs).